# Das Mädel von Capri
Das Mädel von Capri è un film muto del 1924 diretto da Frederic Zelnik. Prodotto dallo stesso Zelnik in associazione con l'attrice Lya Mara, protagonista del film, aveva come altri interpreti Ulrich Bettac, Hermann Böttcher, Robert Scholz, Julia Serda.

## Produzione
Il film fu prodotto dalla Zelnik-Mara-Film GmbH (Berlin).

## Distribuzione
Distribuito dalla National-Film, il film fu presentato in prima a Berlino il 10 luglio 1924.